# Saint-Vénérand
Saint-Vénérand – miejscowość i gmina we Francji, w regionie Owernia-Rodan-Alpy, w departamencie Górna Loara. Nazwa miejscowości pochodzi od imienia św. Weneranda.
Według danych na rok 1990 gminę zamieszkiwało 69 osób, a gęstość zaludnienia wynosiła 7 osób/km² (wśród 1310 gmin Owernii Saint-Vénérand plasuje się na 768. miejscu pod względem liczby ludności, natomiast pod względem powierzchni na miejscu 814.).